# Crazy World
Crazy World es el undécimo álbum de estudio de la banda alemana de hard rock y heavy metal Scorpions, publicado en 1990 por Mercury Records. Después de varios desacuerdos sobre la dirección musical de Savage Amusement (1988), el grupo terminó su relación de trabajo de trece años con el productor Dieter Dierks. A su vez, también dieron por finiquitado su contrato con el mánager David Krebs y en 1989 con EMI Records, su otrora distribuidor en varios mercados mundiales. Por esa razón, Crazy World fue su primer disco publicado exclusivamente por PolyGram, empresa matriz del sello Mercury. Para cubrir el puesto de Dierks habían considerado a Bruce Fairbairn, pero debido a compromisos previos del canadiense, terminaron contratando al estadounidense Keith Olsen.
Su grabación se llevó a cabo en los estudios Goodnight LA en Los Ángeles, pero las partes vocales las realizaron en los Wisseloord Studios en Hilversum, debido a que el vocalista Klaus Meine sufría de alergia a la fibra de vidrio que tenía las paredes del edificio propiedad de Olsen. El traslado de los equipos desde Alemania —donde se realizó la preproducción— a Los Ángeles y luego a Ámsterdam hasta llegar a Hilversum, aumentó considerablemente el costo de producción. Por su parte, además de los habituales compositores de la banda (Meine, Rudolf Schenker y Herman Rarebell) en esta oportunidad se les sumó el guitarrista Matthias Jabs y, por primera vez en su historia, el bajista Francis Buchholz. Adicionalmente, por intervención de Fairbairn, contaron con la ayuda de Jim Vallance, quien tuvo créditos como cocompositor en siete de las once canciones. Cabe señalar que este es el último disco grabado con su formación clásica, ya que en 1992 Buchholz dejó la banda.
Una vez que salió al mercado en noviembre de 1990, recibió reseñas positivas por parte de la prensa especializada, que destacó principalmente la calidad de las canciones y el trabajo de Olsen y Vallance, quienes aportaron un nuevo aire a la banda. A su vez, logró muy buenas posiciones en las listas musicales de varios países, especialmente en las de Europa continental; por ejemplo alcanzó la cima en Alemania, Austria, Grecia y Portugal, e ingresó entre los diez más vendidos en Dinamarca, Finlandia, Francia, Hungría e Italia, entre otros. Por su parte, en los Estados Unidos, como en Canadá y el Reino Unido, consiguió puestos moderados. A pesar de aquello, Crazy World es uno de sus discos más exitosos, ya que con decenas de certificaciones de oro y platino entregados por diversas organizaciones, principalmente en 1991, para octubre de 1993 se estimó que sus ventas superaban las siete millones de copias a nivel mundial.
Para promocionarlo se publicaron cinco sencillos en un lapso de dos años: las pesadas «Tease Me Please Me», «Don't Believe Her» y «Hit Between the Eyes» y las power ballads «Send Me an Angel» y «Wind of Change». Este último fue el más exitoso de ellos, ya que entró en los conteos de 78 países, en muchos llegó al primer lugar, y hasta 2019 había comercializado quince millones de unidades, por lo que es uno de los sencillos más vendidos del mundo. Cabe señalar que los cinco también contaron con sus respectivos videoclips. Por su parte, en noviembre de 1990 iniciaron la gira Crazy World Tour y les permitió tocar por primera vez en Grecia, Bosnia y Herzegovina y Yugoslavia. Con más de 180 presentaciones por ciudades de Europa, Norteamérica y Japón, el tour terminó el 7 de diciembre de 1991 en Osaka.

## Antecedentes

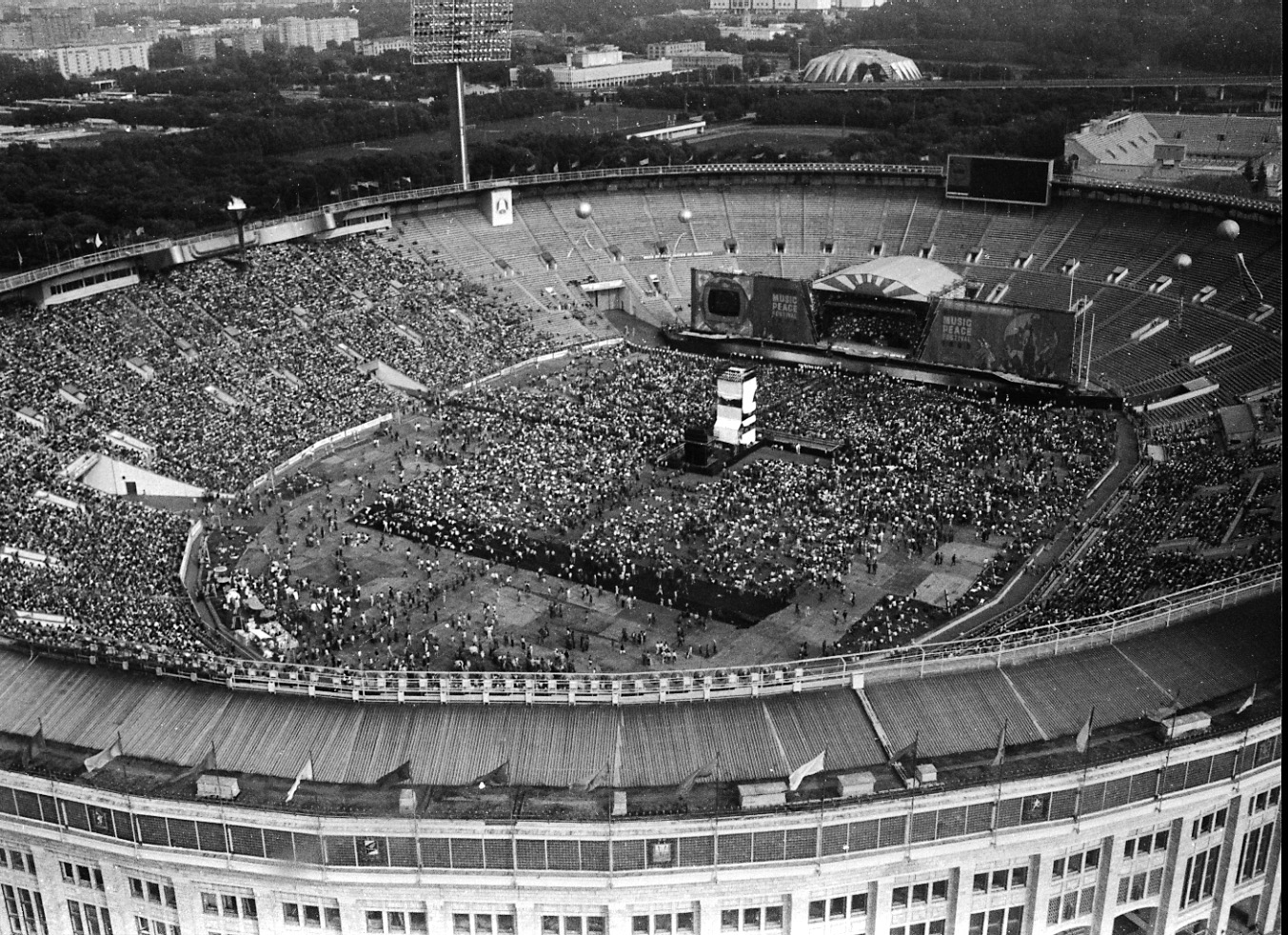
El último concierto del Savage Amusement Tour fue en el evento Moscow Music Peace Festival en Moscú

Durante la prolongada grabación de Savage Amusement, que tomó alrededor de dos años y medio, la relación entre Scorpions y el productor Dieter Dierks estaba pasando por un quiebre debido a desacuerdos sobre la dirección que debía tener el álbum. El motivo principal era que Dierks quería replicar el estilo de producción del disco Hysteria de Def Leppard, editado en 1987 Además, su management y PolyGram, empresa matriz de Mercury Records, les impusieron incluir elementos del glam metal a su sonido, subgénero del heavy metal que imperaba en el mercado estadounidense por entonces. Al final, estos hechos se reflejaron en el estilo de composición, porque Savage Amusement estaba «lleno de clichés y de música forzada». Tras su publicación, el 16 de abril de 1988, el álbum significó el fin de la extensa relación de trabajo de la banda con el productor y fue su última producción editada en Europa por el sello Harvest Records. Por su parte, en agosto de 1988, antes de comenzar la segunda sección por Norteamérica en el marco de la respectiva gira promocional, la banda terminó su contrato con su mánager David Krebs y firmó para la empresa de Doc McGhee.
En la segunda quincena de abril de 1988, la banda dio diez conciertos consecutivos en Leningrado (Unión Soviética), que la posicionó como la primera agrupación de heavy metal en tocar en ese país liderado por el comunismo. Este hito motivó a McGhee y al promotor soviético Stas Namin a crear el evento Moscow Music Peace Festival, llevado a cabo el 12 y 13 de agosto de 1989 en el estadio Central Lenin —actual Estadio Olímpico Luzhnikí—, donde Scorpions compartió escenario con los artistas Gorky Park, Bon Jovi, Cinderella, Mötley Crüe, Ozzy Osbourne y Skid Row. Adicionalmente, las agrupaciones participaron del álbum caritativo Stairway to Heaven/Highway to Hell, grabado para apoyar a la fundación Make A Difference y entregar un mensaje contra el abuso de drogas y alcohol. En mencionada producción, Scorpions versionó la canción «Can't Explain» de The Who. En noviembre de 1989, los sellos EMI y Mercury sacaron al mercado el recopilatorio Best of Rockers 'n' Ballads, en cuya lista de canciones se incluyó a «Can't Explain». Seleccionada como el principal sencillo del compilado, contó además con un videoclip dirigido por Wayne Isham y grabado en blanco y negro. El disco logró buenas posiciones en algunos países y excelentes ventas, ya que fue certificado de disco de oro en Alemania, Finlandia, Suiza y Canadá, y de platino en los Estados Unidos.
A finales de 1989 la banda estaba decidida a comenzar la grabación de un nuevo álbum de estudio, pero antes debía conseguir a un productor discográfico. La primera opción en mente fue Bruce Fairbairn, con quien grabaron «Can't Explain», pero, a pesar de que el canadiense mostró interés en trabajar con ellos, les comentó que no podía de inmediato porque ya tenía un compromiso previo con AC/DC. En su búsqueda por el productor ideal, conocieron a Keith Olsen por intermedio de la oficina de PolyGram en Nueva York. Olsen recordó que recientemente había terminado de producir un álbum, cuando su representante lo llamó para decirle si estaba interesado en hacer otro dentro de tres días. Aunque pretendía tomar vacaciones con su esposa, el estadounidense no dudó en firmar el contrato de producción. El baterista Herman Rarebell contó que lo escogieron después de ver su trayectoria y porque les había gustado su labor en el álbum homónimo de Whitesnake de 1987. Paralelamente, la preproducción del eventual disco se llevó a cabo en el estudio Scorpio Sound de Rudolf Schenker en Hannover.

## Grabación

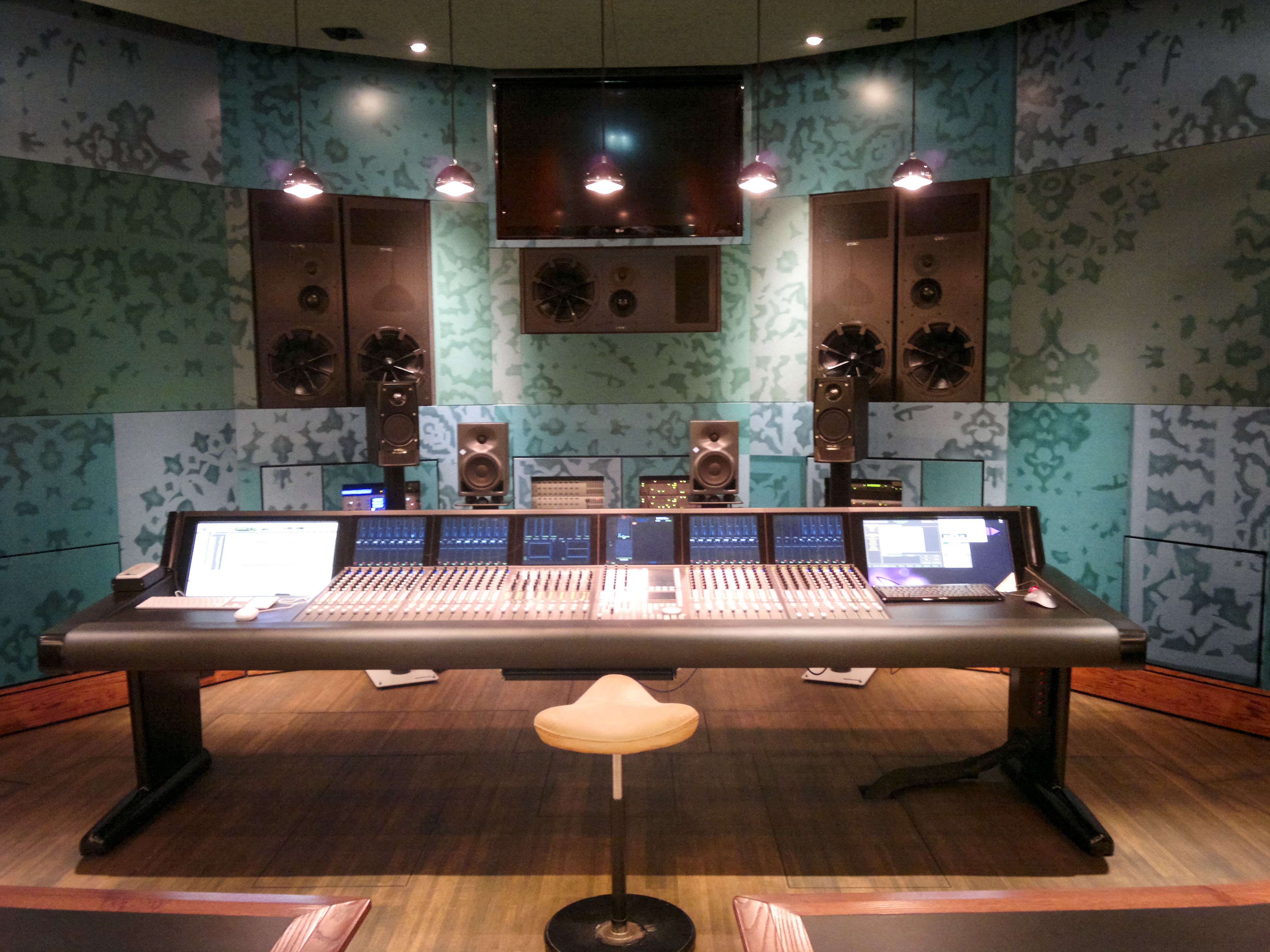
Los Wisseloord Studios fue uno de los dos recintos en donde se registró el álbum. En la imagen, la sala de control del estudio uno

La grabación comenzó en 1990 en los estudios Goodnight LA en Los Ángeles (California), propiedad de Olsen. Todo el equipo de la banda se trajo desde Alemania y llegó al estacionamiento del estudio en un camión de dieciocho ruedas, según el productor. Él comentó que le sorprendió la cantidad de cosas que traían, entre ellas cerca de cincuenta guitarras, entre diez y doce bajos, quince cajas infinitas de 4 x 12 pies (121,9 x 365,8 cm) y «todos los pedales que te puedas imaginar». Debido a que solo una parte cupo en el recinto, casi la mitad la guardaron en una tienda aledaña que tuvieron que arrendar. Olsen recuerda que al final utilizaron amplificadores Marshall y Hiwatt, solo dos cajas infinitas, una para Matthias Jabs y otra para Rudolf Schenker, y la mitad del kit de batería que solía usar Herman Rarebell.
El proceso en Los Ángeles tomó seis semanas, aunque los músicos habían llegado a los Estados Unidos tres semanas antes para recorrer parte de ese país y Canadá. La grabación de las principales canciones se hizo entre una y una semana y media, y posteriormente realizaron el overdubbing de todas las partes de guitarra. Olsen comentó que Jabs era «fabuloso», «su ritmo era espectacular» y «dio en el clavo en las partes rítmicas», mientras que la labor de Schenker fue más ardua, «porque tenía que ser absolutamente perfecto». Al poco tiempo, Klaus Meine les comentó que tenían que grabar las partes vocales en otro estudio porque era alérgico a la fibra de vidrio que cubría las paredes del edificio. El productor sintió que tomaron esa decisión porque querían estar más cerca de sus familias —a quienes no veían hace nueve semanas— y usaron la alergia de Meine como un pretexto. Por esa razón, PolyGram les escogió los Wisseloord Studios en Hilversum (Países Bajos), de su propiedad. Luego de las seis semanas en el recinto de Olsen, todo el equipo lo metieron en un contenedor de doce metros y lo cargaron en un camión para que lo llevase a Nueva York, y de allí embarcarlo a Ámsterdam. De acuerdo con el bajista Francis Buchholz, todo esta logística aumentó considerablemente el costo de producción.
Una vez que llegaron al estudio Wisseloord, les tomó cerca de una semana configurar los equipos y adaptarse a las nuevas instalaciones. Luego de ello, en diez días registraron la voz y los coros. Buchholz comentó que mantuvieron todas las partes de la batería y el bajo grabadas en Los Ángeles, mientras que en Hilversum registraron todas las secciones vocales y regrabaron algunos cortes de las guitarras. En ambas locaciones, los músicos utilizaron sus propios instrumentos: Buchholz usó bajos de la marca Warwick, Jabs guitarras Gibson y Fender, mientras que Schenker solo de Gibson. Por su parte, Rarebell empleó un kit de batería de la empresa Yamaha y platillos Paiste, aunque en Los Ángeles usó algunos equipos de DW Drums que poseía Olsen. Terminada la grabación, algunas canciones se mezclaron en Wisseloord y otras en Goodnight LA, labor que realizó el productor, el ingeniero de sonido Erwin Musper y el asistente de ingeniería Shay Baby. Cabe señalar que Crazy World fue el último álbum de Scorpions grabado con su «formación clásica», ya que en 1992 Francis Buchholz dejó la banda.

## Composición

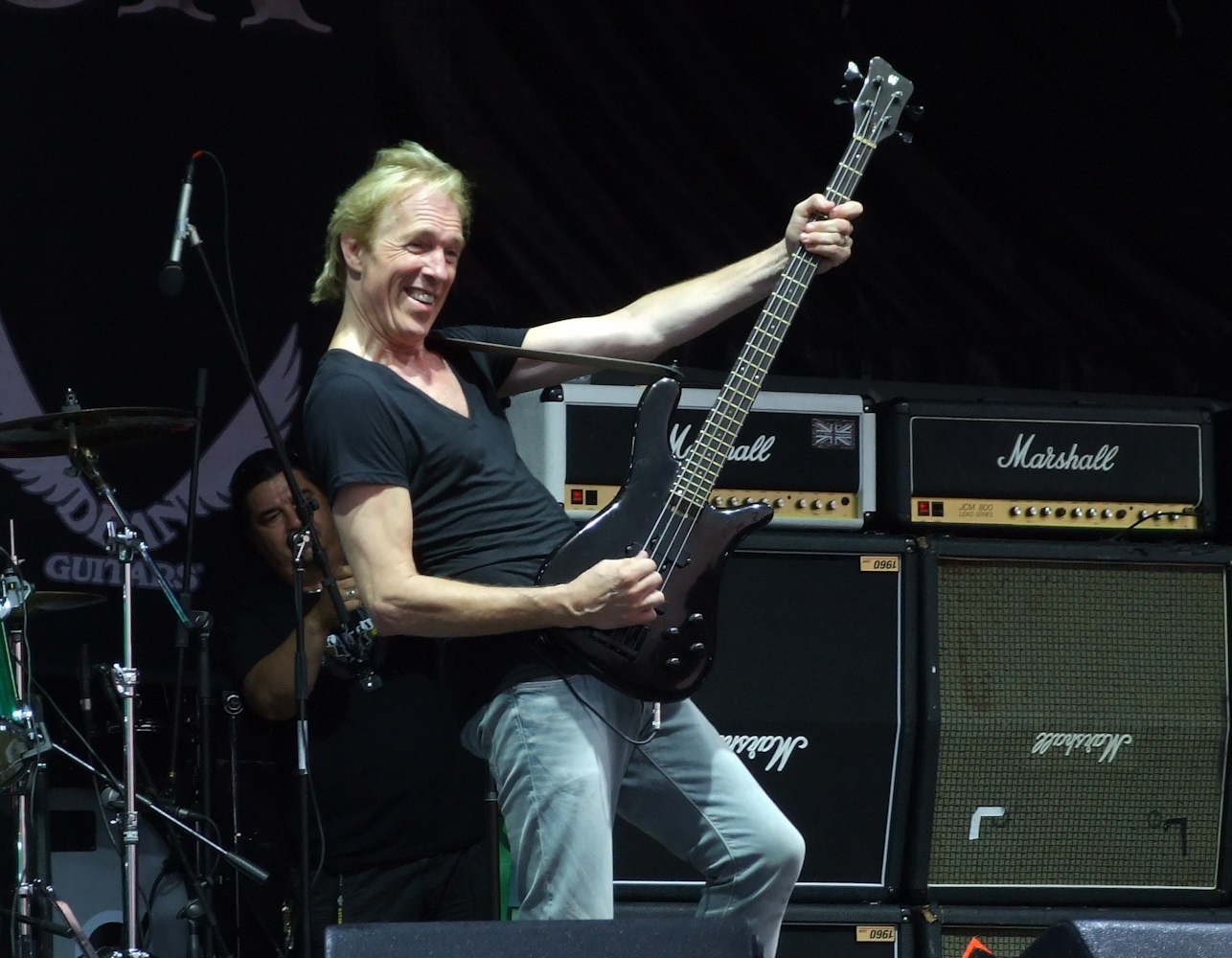
Crazy World fue el último álbum de estudio de Scorpions grabado con el bajista Francis Buchholz

Antes de confirmar a Keith Olsen como productor, la banda alcanzó a reunirse con Bruce Fairbairn en Los Ángeles y él les presentó al teclista Jim Vallance, pensando que los podría ayudar con el proceso de composición. Scorpions ya tenía algunas canciones escritas para entonces y Vallance inicialmente se encargaría de darles algunos retoques a las letras. Sin embargo, la relación entre ambos fue tan positiva que el canadiense terminó coescribiendo siete de las once canciones del álbum. De acuerdo con Olsen, la participación de Vallance fue acertada porque los ayudó a mejorar la escritura, ya que como los músicos eran alemanes, el idioma inglés no era la suyo; él bromeó diciendo que tenían buenas canciones, pero escritas en «germaninglés». Por otro lado, hasta entonces el equipo compositivo de la banda lo integraban Meine, Schenker y Rarebell, pero en esta ocasión, Matthias Jabs y Francis Buchholz quisieron involucrarse en el proceso creativo. Jabs recordó que Buchholz era el más motivado de los dos y presentó «tres buenas canciones», pero solo una de ellas terminó en el álbum.
De acuerdo con Barry Weber, del sitio AllMusic, las canciones «son más pesadas y menos glamorosas» que las de Savage Amusement, mientras que el crítico Martin Popoff comentó: «es más largo, más ambicioso y mejor» que mencionado disco, con un sonido que fue tendencia por aquel entonces. Jabs señaló que la composición de las canciones reflejó la nueva motivación que tenían tras renunciar al equipo de Dierter Dierks. El álbum parte con un «pesado y consistente metal» en «Tease Me Please Me», en donde Jabs aportó con la música y Meine y Rarebell escribieron la letra. Esta era una de las canciones que le mostraron a Vallance en enero de 1990, eso sí poseía otro título y estribillo. Esto último no le agradó al canadiense, así que su contribución fue crear uno nuevo. Cabe señalar que en los coros del estribillo colaboraron parte del equipo de Phonogram de Europa y de PolyGram de Nueva York, quienes recibieron agradecimientos especiales en los créditos. De acuerdo con Popoff, «Don't Believe Her» muestra el particular «lado alemán» de la banda, un estilo que también poseían sus coterráneos Accept. El autor francés Guillaume Gaguet, en su libro Scorpions L'intégrale en 367 piqûres, comentó que esta presenta un hard rock mejor elaborado, con un riff eficaz y un estribillo particularmente comercial. Por su parte, «To Be With You in Heaven» tiene una «atmósfera oscura» y diferente, similar a «Crossfire» o a «As Soon As the Good Times Roll» de Love at First Sting de 1984; una canción «lenta, sin prisa para impresionar, pero con clase», según Popoff.
«Wind of Change» es la primera canción de la banda escrita en su totalidad por Klaus Meine, cuya letra relata sus experiencias vividas en Leningrado en 1988 y en Moscú en 1989, durante el Savage Amusement Tour. El principal gancho era un silbido, que inicialmente generó discusiones con los gerentes de Mercury Records. Considerada una power ballad de rock, se convirtió en su «mayor éxito» y en un «himno mundial». Cabe señalar que Schenker interpreta el solo de guitarra en vez de Jabs, y como artista invitado figura el músico de sesión Koen van Baal interpretando los teclados. «Restless Nights» es «más fuerte» y repite el «punto exacto» de «To Be With You in Heaven» y la «vibra alemana» de «Don't Believe Her», pero en su análisis, Popoff indicó que «alcanza un nivel aristocrático de seriedad melódica que solo podría lograr una banda de Europa continental». «Lust or Love» es un regreso al estilo sonoro de Savage Amusement (1988), pero «con un sentido sofisticado de melodía nacido de la experiencia». Meine, a diferencia de otras oportunidades, compuso la música y, junto a Rarebell y más tarde con la ayuda de Vallance, terminó de escribir la letra. «Kick After Six» fue la única de las tres composiciones de Buchholz que quedó en el álbum; junto a Vallance compuso la música, mientras que la letra la idearon Vallance, Meine y Rarebell. Popoff señala que, aunque posee unos versos aceptables, el estribillo rememora un glam rock.
«Hit Between the Eyes» es un heavy metal, cuyas letras en el verso recuerdan al estilo fiestero de bandas como Mötley Crüe, pero «sorpresivamente el estribillo es melancólico y da un giro hacia lo europeo». El riff de «Money and Fame» lo compuso Jabs, y retoma el talk box en el solo de guitarra visto previamente en «The Zoo», entre otros temas. Popoff lo nombró un «genial corte de rock» comparable a «China White» de Blackout (1982). «Crazy World» es un hard rock pesado escrito para ser cantado por el público, ya que en cierta parte, su «muralla de guitarras colapsa en un patrón muy memorable de acordes descendientes, llegado el momento del coro». Para darle un mayor énfasis a esa sección, la banda invitó al personal de los estudios Wisseloord para que cantaran la frase in a crazy, crazy world, it's a crazy, crazy world, of this crazy, crazy world. El disco termina con la power ballad «Send Me an Angel», escrita por Meine y Schenker, donde el fundador de Scorpions nuevamente interpreta el solo de guitarra, mientras que Vallance toca los teclados.

## Lanzamiento
Crazy World salió a la venta el 6 de noviembre de 1990 por Mercury Records para todo el mundo, a excepción del Reino Unido, en donde lo publicó el sello Vertigo. Este es el primer trabajo de la banda editado exclusivamente por PolyGram —empresa matriz de Mercury—, ya que hasta 1989, la distribución de sus discos fuera de los Estados Unidos estaba a cargo de EMI Records. PolyGram había considerado lanzarlo el 23 de octubre y hasta el 1 de septiembre, cuando Cashbox publicó la noticia, el álbum aún no tenía título. Originalmente se iba a llamar Restless Night, pero Rarebell sugirió el título actual después de ver al presidente George H. W. Bush decir en la televisión estadounidense: «You have to realize, we live in a crazy world, we live in a crazy world», en español: «tienes que darte cuenta, vivimos en un mundo loco, vivimos en un mundo loco». El baterista expresó que esas dos últimas palabras tenían sentido al ver la situación social y política por la que pasaba Alemania y Europa, debido a la caída del muro de Berlín.

## Portada

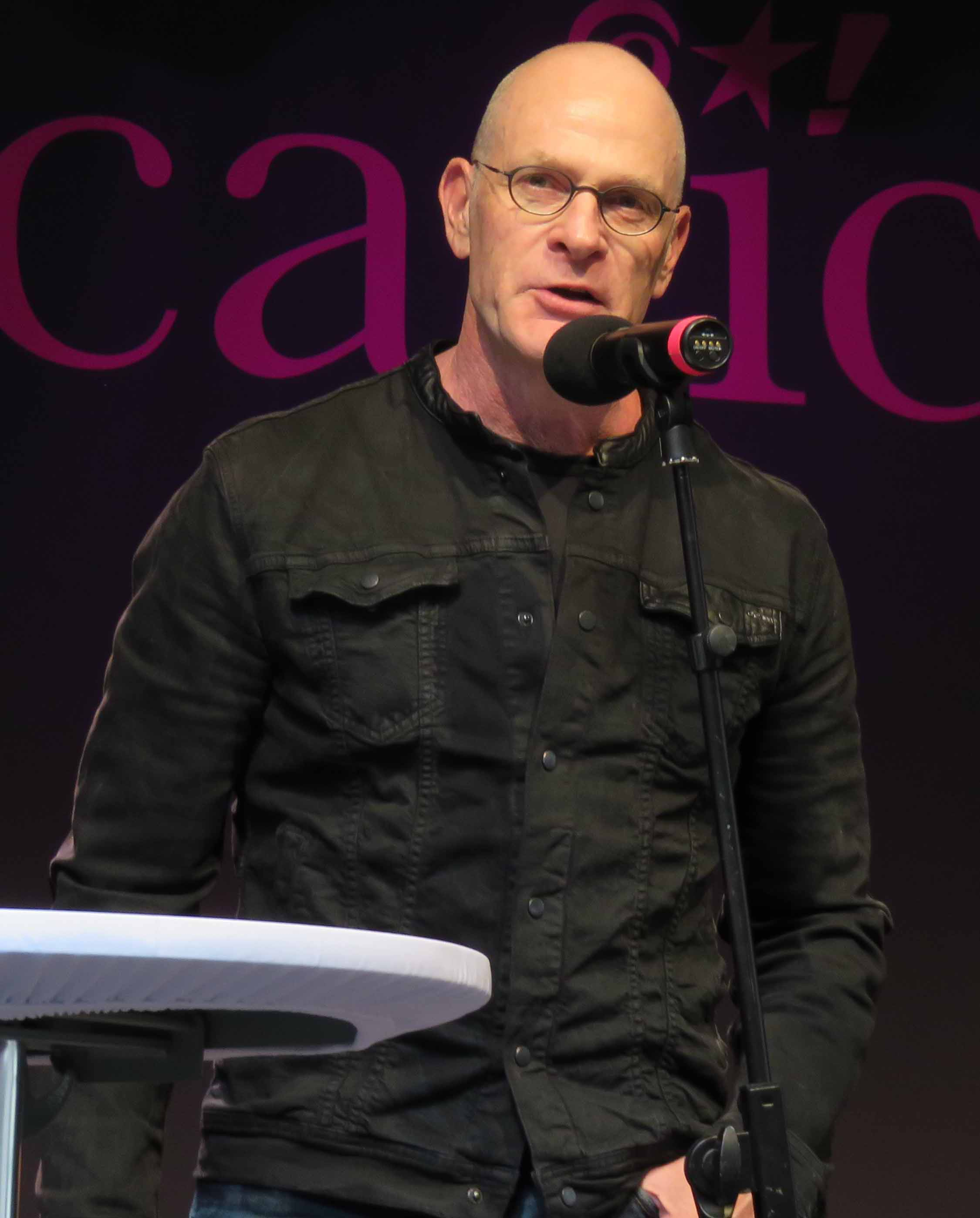
El alemán Sebastian Krüger fue considerado para realizar la carátula, pero el sello discográfico determinó que su arte no eran lo suficientemente fuerte para ser su portada de un disco

El primer concepto artístico de la portada era una fotografía de una mujer desnuda sobre una colina cubierta de escorpiones. Sin embargo, Meine comentó que la descartaron porque estaban aburridos del tema sexual y porque querían que este álbum iniciara un nuevo capítulo en su carrera, incluido el tipo de arte de las carátulas. Tras ello, la banda de reunió con el artista alemán Sebastian Krüger, después de ver sus caricaturas de The Rolling Stones en la revista Stern. Los músicos visitaron al alemán en su apartamento y entre todos hicieron las mejoras a los dibujos, como revisar el tamaño de la nariz y la circunferencia de las siluetas. A cambio, la banda lo invitó al estudio Wisseloord mientras estaban grabando «Tease Me Please Me». Una vez terminadas las ilustraciones, el sello discográfico rechazó el arte porque no lo consideró suficientemente fuerte para una portada de un disco.
Luego de dos representaciones rechazadas, la banda recurrió a la firma Hipgnosis que ya había realizado las portadas de Lovedrive de 1979 y Animal Magnetism de 1980. Junto con el equipo de diseñadores Hollywood & London, Aubrey Powell creó una imagen de una mano en el momento exacto que va a introducir una llave en una puerta, mientras que al costado derecho, la puerta está ya abierta. Cabe señalar que la parte derecha de la imagen fue amplificada para la portada del sencillo de «Wind of Change», lanzado en formato siete pulgadas en Francia.

## Promoción

### Sencillos
Para promocionar el álbum se lanzaron cinco sencillos: dos en 1990, dos en 1991 y uno en 1992. El 6 de noviembre de 1990 salió al mercado «Tease Me Please Me», mientras que el 10 de diciembre lo hizo «Don't Believe Her». Ambos ingresaron en la lista estadounidense Mainstream Rock Tracks en las posiciones 8 y 13 respectivamente. El 20 de enero de 1991 se publicó como tercer sencillo a «Wind of Change», que a diferencia de los demás tuvo en tremendo éxito comercial. Se estima que entró en los recuentos de 78 países, y en muchos de ellos alcanzó el primer lugar como en Alemania, Austria, Bélgica —región Flandes—, Chile, Dinamarca, Francia, Grecia, Israel, Países Bajos, Polonia, Noruega, Suecia y Suiza. En los Estados Unidos llegó hasta el puesto 2 en la lista Mainstream y al cuarto en el Hot 100 de la revista Billboard. Hasta julio de 2019, se calculó que sus ventas bordeaban las 15 millones de copias, por lo que es uno de los sencillos más vendidos en el mundo. El 17 de septiembre de 1991 se publicó «Send Me an Angel», y logró la octava posición en el Mainstream Rock Track y la cuadragésima cuarta en el Hot 100. No obstante, le fue mejor en los conteos semanales de los países de Europa continental, ya que en varios de ellos se posicionó entre los diez sencillos más vendidos. Por último, el 6 de enero de 1992 salió a la venta «Hit Between the Eyes» como parte de la banda sonora de la película Freejack, En agosto del mismo año, logró la posición 24 en la lista estadounidense Mainstream Rock Tracks.
Los cinco sencillos contaron con videoclips y la productora The Company quedó a cargo de tres de ellos: «Tease Me Please Me», «Don't Believe Her» y «Wind of Change». El primero se rodó en Los Ángeles y lo dirigió Jeff Richter, mientras que el segundo aconteció en un concierto en vivo en Hamburgo y la dirección corrió por cuenta de Wayne Isham. El de «Wind of Change» inicialmente se grabaría también en una presentación en directo, pero en Dortmund, sin embargo, se filmó en Berlín. Por su parte, la empresa Windmill Lane Productions realizó en el «Send Me an Angel», bajo la dirección de Meiert Avis. Por último, en 1992 salió al aire el video musical de «Hit Between the Eyes» y muestra a la banda tocando en vivo con imágenes intercaladas de la película Freejack.

### Gira de conciertos

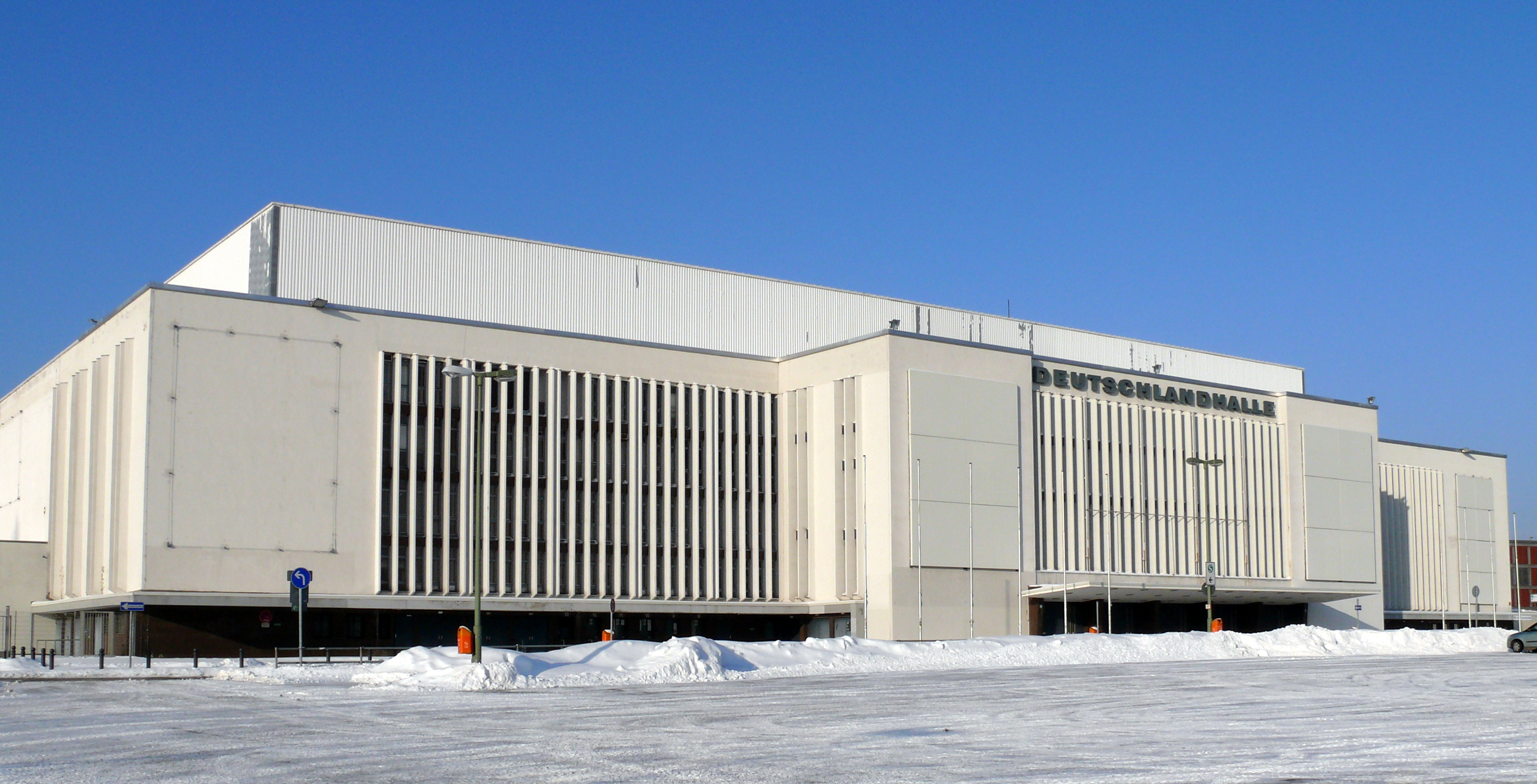
En las presentaciones en el Deutschlandhalle de Berlín, la banda grabó el videoclip de «Wind of Change» y el VHS Crazy World Tour Live...Berlín 1991

La gira promocional Crazy World Tour comenzó el 23 de noviembre de 1990 en el recinto Vorst Nationaal de Bruselas (Bélgica). Hasta el 31 de diciembre la banda dio decenas de conciertos por varios países de Europa continental, de las cuales destacó su primera visita a Grecia (29 de noviembre), Bosnia y Herzegovina (1 de diciembre) y Yugoslavia (2 de diciembre). Las presentaciones por Europa continuó en enero de 1991, con conciertos por el Reino Unido y los países nórdicos, entre otras naciones. En todas las fechas europeas, Scorpions contó con Winger como telonero. A partir del 20 de febrero de 1991 se inició la primera sección por los Estados Unidos y Canadá, que duraba hasta el 26 de mayo. Hasta el 16 de abril los acompañó Trixter como acto de apertura y desde el 18 de abril se les unió Great White. El éxito de las presentaciones norteamericanas derivó en la extensión de la gira por los Estados Unidos y una fecha en Canadá, a partir del 8 de junio hasta el 4 de agosto, donde fueron acompañados por Great White y Mr. Big, y en determinadas fechas por Aldo Nova.
Scorpions volvió a tocar por Europa a partir del 27 de septiembre y estuvieron de gira por ese continente hasta el 13 de noviembre. En esta sección, contaron con Tesla como teloneros y en las últimas cinco presentaciones por Alemania los acompañó la banda angelina Armored Saint. Ya en diciembre, Scorpions tocó en cuatro ciudades de Japón. Después de más de 180 conciertos, la gira terminó el 7 de diciembre de 1991 en Osaka. Adicional a los videoclips grabados en algunas presentaciones para promocionar el álbum, el espectáculo del 5 de diciembre de 1990 en Berlín se registró para el VHS Crazy World Tour Live...Berlín 1991.

## Recepción

### Crítica especializada
Crazy World recibió reseñas favorables por parte de la prensa especializada, tanto de la época como contemporánea. Billboard comentó: «Aunque la banda roquea tan duro como siempre, [Keith] Olsen aporta una sensibilidad pop al proyecto que debería ser un buen augurio para las posibilidades de airplay». La revista también reconoció la colaboración con Jim Vallance, ya que «representa el sonido listo para la radio» y nombró «pegadizo» a su primer sencillo, «Tease Me Please Me». Adicionalmente, Jeff Clark-Meads, editor de las noticias europeas de la revista, lo calificó de «pertinente, picante y refinado». Kent Zimmerman de Gavin Report mencionó que es «deliberadamente fuerte, bien organizado, extremadamente bien interpretado». En su análisis, consideró a «Wind of Change» como una «pieza anímica y conmovedora», a «Crazy World» como la que «expande esa visión en un nuevo esquema mundial de las cosas» y a «Send Me an Angel» como «esperanzadora», «convirtiendo Crazy World en un pensamiento completo». La publicación canadiense RPM lo llamó un «álbum cargado, feroz y extrañamente musical (...) un álbum digno de atención, independientemente del gusto personal» y que «parece estar destinado a encontrar el éxito de sus pasados discos». Asimismo, nombró a «Money and Fame», «To Be With You in Heaven» y «Wind of Change» como «pistas que ocupan un lugar destacado».
La estadounidense CMJ New Music Report estimó que la colaboración de Keith Olsen y Jim Vallance hace del álbum un «pop desvergonzante, pero es un gran álbum de rock también», cuyos «riffs pegadizos y armonías logran las melodías más fuertes encontradas en un disco de Scorpions». Si bien mencionó que «esperamos que "Wind of Change" sea el último solo de silbido de Klaus», lo consideró «su mejor álbum en cerca de ocho años». Barry Weber del sitio AllMusic indicó que «incluso con el sonido metal, las canciones siguen siendo melódicas y pegadizas» y opinó que «Wind of Change» y «Send Me an Angel» «son posiblemente dos de los mejores números lentos de la banda, con una armonía y letras relajantes». Al terminar su reseña, Weber señaló: «Crazy World sigue siendo el mejor álbum de los 90 de Scorpions y seguramente complacerá a sus oyentes». El crítico canadiense Martin Popoff lo citó un «álbum de gran éxito mundial». Götz Kühnemund de la alemana Rock Hard comentó que «la diferencia de calidad con Savage Amusement era enorme», «porque las guitarras finalmente vuelven a estar en primer plano, el material de las canciones suena fresco, y tienes que estar sordo para no darte cuenta de que esta es básicamente una banda completamente diferente a la de hace dos años». Además, destacó a «Lust or Love», «Crazy World» y la «soberbia balada "Wind of Change"».
Eduardo Rivadavia de Ultimate Classic Rock mencionó que su resultado «fue una resurrección exitosa del sonido de hard rock melódico vintage de los años 80 de los Scorpions, salpicado de letras atrevidas y giros de frases». En su lista de los álbumes de la banda ordenados de peor a mejor, Rivadavia posicionó a Crazy World en el puesto 11 y en aquella oportunidad comentó que: «después de tropezar con Savage Amusement, centrado en el pop metal, los Scorpions encontraron su camino nuevamente sacudiendo las cosas en todos los ámbitos». Gracias a la intervención de Olsen y Vallance: «el Crazy World resultante, completado por un mega sencillo en "Winds of Change", fue, en general, la quintaesencia de Scorpions». En un recuento similar, Malcolm Dome de Classic Rock lo ubicó en el puesto ocho y lo llamó «el mejor álbum de Scorpions de los 90». Además, reseñó: «(...) temas como "Tease Me, Please Me", "Don't Believe Her" y "Lust Or Love" no habrían sonado fuera de lugar en Animal Magnetism, y el arrollador "Send Me An Angel" está listo entre las mejores baladas de la banda. Hay una o dos caídas, pero no deshonra la herencia de la banda».
Por otro lado, Steffan Chirazi de Kerrang! fue más severo en su crítica, partiendo con: «No, no odio el álbum de Scorpions, pero tampoco lo amo». Si bien «representa un trabajo bien hecho», Chirazi señaló que «no hay nada impactante, nada inspirador de una banda de la que he llegado a esperar», mientras que sobre la música expresó su disgusto: «es diferente, más básico que antes, más aporreo, más, bueno, un hard rock genérico supongo». Al final, lo catalogó de un disco que «solo está bien». Años más tarde, Sam Law, de la misma revista, colocó el álbum en el puesto 41 de los 50 mejores álbumes de 1990, afirmando que la «intensidad de "Wind of Change" aseguró que se convertiría en fundamental para su continua relevancia y popularidad». En una reseña para la caja recopilatoria Box of Scorpions, Adrien Begrand de PopMatters, consideró que «...fue más pop metal por [los] números, su única gracia salvadora fue el apasionado tributo de Meine a una Europa unificada, "Wind of Change", ya que el sencillo ayudó a que el álbum se convirtiera en el más vendido de la banda».

### Comercial

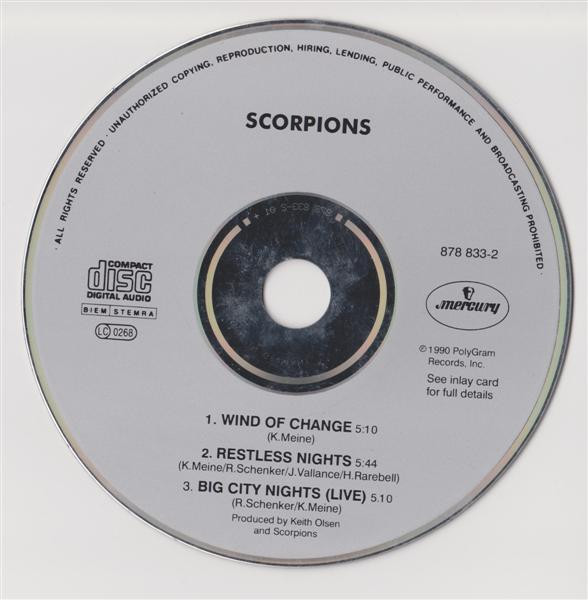
«Wind of Change» fue una de las canciones mejores evaluadas por los críticos. En la imagen, su versión europea en disco compacto

Una vez que salió al mercado, Crazy World logró excelentes posiciones en las principales listas musicales, mayormente en las de Europa continental. El 19 de noviembre de 1990 debutó en el puesto 53 en el Media Control Charts de Alemania y para la semana del 22 de julio de 1991 llegó hasta el primer lugar. Estuvo siete semanas consecutivas en lo alto de la lista y su última aparición fue el 25 de febrero de 1992 en la casilla 86, por lo que sumó un total de 78 semanas. Durante la primera mitad de 1991, se habían vendido 700 000 copias solo en ese país. Antes de finalizar mencionado año, la Bundesverband Musikindustrie (BVMI) lo certificó de doble disco de platino, en representación a un millón de copias vendidas. En enero de 1992, Billboard reportó que era uno de los tres álbumes más exitosos en Alemania en los últimos doce meses, junto con Joyride de Roxette y Serious Hits... Live! de Phil Collins. Hasta el 29 de febrero de 1992, sus ventas en Alemania superaba el millón y medio de unidades y llegó a ser la única producción del metal alemán en conseguir, al menos, un disco de oro en los últimos doce meses en ese país.
Crazy World también llegó hasta la primera posición en los conteos de Austria, Grecia y Portugal. En Francia, obtuvo el segundo puesto en la lista nacional y durante 1991 fue uno de los cinco álbumes más exitosos en ese país. En ese mismo año, la Syndicat National de l'Édition Phonographique (SNEP) le confirió un disco de platino en representación a 300 000 copias comercializadas. Hasta el 2018, la empresa francesa Infodisc estimó sus ventas en ese país en 394 400 unidades, sin tener en cuenta streaming. El 21 de julio de 1991 llegó hasta la tercera casilla en el Schweizer Hitparade de Suiza y estuvo en la lista por 63 semanas consecutivas. Las ventas en esa nación creció paulatinamente, así que la filial de la Federación Internacional de la Industria Fonográfica (IFPI) primero lo certificó de oro en 1990, de doble platino en 1991, y en noviembre de 1993 consiguió el triple platino por superar las 150 000 unidades. En Finlandia alcanzó la cuarta posición en el Suomen virallinen lista y en 1991 la Musiikkituottajat le entregó un disco de oro. Asimismo, la organización estimó sus ventas en 40 716 a mediados de los años 2000.
En los demás países europeos, Crazy World logró ubicarse entre los diez más vendidos en Dinamarca, Hungría, Italia, Noruega, Países Bajos y Suecia. A diferencia de la situación ocurrida en Europa continental, en el Reino Unido solo alcanzó el puesto 27 en el UK Albums Chart y estuvo un total de siete semanas en lista. No obstante, sus ventas fueron suficientes para que el 1 de noviembre de 1991 la Industria Fonográfica Británica (BPI) le confiriera un disco de plata, por superar las 60 000 unidades comercializadas. Cabe señalar que Crazy World es el único álbum de la banda en tener una certificación discográfica en el Reino Unido. En la lista European Top 100 Albums desarrollada por la revista paneuropea Music & Media, el álbum hizo su debut el 24 de noviembre de 1990 en la posición 80. En la semana del 7 de septiembre de 1991, llegó hasta el tercer puesto en mencionado conteo como máxima posición. Su última aparición en la lista europea ocurrió el 29 de febrero de 1992 en el puesto 99, por lo que sumó un total de 64 semanas. En el recuento anual de la revista, Scorpions terminó en el primer lugar de los artistas por álbum, Crazy World fue el segundo álbum europeo de 1991 —detrás de Joyride de Roxette— y el disco alemán más vendido del año.
En los Estados Unidos, el 6 de julio de 1991 alcanzó el puesto 21 en el Billboard 200 y permaneció un total de 73 semanas en lista. Por cierto, Crazy World es el primer disco de estudio de la banda, desde Blackout de 1982, que no entró entre los diez más vendidos. Por su parte, el 15 de diciembre de 1990 llegó a la casilla 17 en el Top 200 Albums de Cashbox. A pesar de aquello, en julio de 1991 la Recording Industry Association of America (RIAA) le entregó un disco de platino y el 7 de agosto de 1995 un doble platino por vender más de dos millones de copias. Este hecho lo posicionó como su segundo álbum de estudio más vendido en los Estados Unidos, después de Love at First Sting de 1984. Por su parte, en Canadá consiguió el puesto 20 en el Top 100 Albums elaborado por la revista RPM, mientras que el 18 de septiembre de 1991 la aquel entonces Canadian Recording Industry Association lo certificó de doble platino en representación a 200 000 copias vendidas.
En el resto del mundo, su éxito fue moderado, por ejemplo, llegó hasta el puesto 39 en el recuento de Japón y al 49 en el de Australia. En México, la Asociación Mexicana de Productores de Fonogramas y Videogramas (AMPROFON) le entregó un disco de oro por vender más de 100 000 copias. Por su parte, para el 22 de agosto de 1992, la venta del disco en el sudeste asiático superaba las 400 000 copias. En agosto de 1993, solo en Malasia y Singapur ya excedían las 200 000 unidades. Crazy World fue uno de los seis álbumes de PolyGram que superaron la barrera de los tres millones de unidades vendidas en 1991, cifra que para febrero de 1992 superó los seis millones. Con varios discos de oro y de platino recibidos por las distintas organizaciones discográficas, Crazy World es uno de los álbumes más vendidos en la historia de Scorpions, ya que para octubre de 1993 sus ventas superaron los siete millones de discos. Keith Olsen comentó: «ellos [Polygram y el management] querían tener un gran éxito comercial y eso es lo que les dimos. Pienso que vendimos ocho millones y medio de unidades».

## Lista de canciones
| N.º | Título                     | Escritor(es)                        | Duración |  |
| 1.  | «Tease Me Please Me»       | Meine, Rarebell, Jabs, Vallance     | 4:47     |  |
| 2.  | «Don't Believe Her»        | Schenker, Meine, Rarebell, Vallance | 4:56     |  |
| 3.  | «To Be With You in Heaven» | Schenker, Meine                     | 4:52     |  |
| 4.  | «Wind of Change»           | Meine                               | 5:11     |  |
| 5.  | «Restless Nights»          | Schenker, Meine, Rarebell, Vallance | 5:50     |  |
| 6.  | «Lust or Love»             | Meine, Rarebell, Vallance           | 4:23     |  |
| 7.  | «Kicks After Six»          | Meine, Rarebell, Buchholz, Vallance | 3:51     |  |
| 8.  | «Hit Between the Eyes»     | Schenker, Meine, Rarebell, Vallance | 4:35     |  |
| 9.  | «Money and Fame»           | Jabs, Rarebell                      | 5:10     |  |
| 10. | «Crazy World»              | Schenker, Meine, Rarebell, Vallance | 5:10     |  |
| 11. | «Send Me an Angel»         | Schenker, Meine                     | 4:33     |  |

| Pistas adicionales en la versión de lujo de 2013 |                                       |                                     |          |  |
| N.º                                              | Título                                | Escritor(es)                        | Duración |  |
| 12.                                              | «Wind of Change» (versión en español) | Meine                               | 5:09     |  |
| 13.                                              | «Wind of Change» (versión en ruso)    | Meine                               | 3:44     |  |
| 14.                                              | «Big City Nights» (en vivo)           | Schenker, Meine                     | 5:14     |  |
| 15.                                              | «Holiday» (en vivo)                   | Schenker, Meine                     | 3:27     |  |
| 16.                                              | «Hit Between the Eyes» (en vivo)      | Schenker, Meine, Rarebell, Vallance | 4:12     |  |

| DVD adicional - Crazy World Tour Live...Berlin 1991 (edición de lujo de 2013) |                                  |                                            |          |  |
| N.º                                                                           | Título                           | Escritor(es)                               | Duración |  |
| 1.                                                                            | «Bad Boys Running Wild»          | Schenker, Meine, Rarebell                  |          |  |
| 2.                                                                            | «Hit Between the Eyes»           | Schenker, Meine, Rarebell, Vallance        |          |  |
| 3.                                                                            | «Can't Explain»                  | Pete Townshend                             |          |  |
| 4.                                                                            | «The Zoo»                        | Schenker, Meine                            |          |  |
| 5.                                                                            | «Rhythm of Love»                 | Schenker, Meine                            |          |  |
| 6.                                                                            | «Crazy World»                    | Schenker, Meine, Rarebell, Vallance        |          |  |
| 7.                                                                            | «Can't Live Without You»         | Schenker, Meine                            |          |  |
| 8.                                                                            | «Blackout»                       | Schenker, Meine, Rarebell, Sonja Kittelsen |          |  |
| 9.                                                                            | «Dynamite»                       | Schenker, Meine, Rarebell                  |          |  |
| 10.                                                                           | «Lust or Love»                   | Meine, Rarebell, Vallance                  |          |  |
| 11.                                                                           | «Big City Nights»                | Schenker, Meine                            |          |  |
| 12.                                                                           | «Rock You Like a Hurricane»      | Schenker, Meine, Rarebell                  |          |  |
| 13.                                                                           | «Tease Me Please Me» (videoclip) | Meine, Rarebell, Jabs, Vallance            |          |  |
| 14.                                                                           | «Don't Believe Her» (videoclip)  | Schenker, Meine, Rarebell, Vallance        |          |  |
| 15.                                                                           | «Send Me an Angel» (videoclip)   | Schenker, Meine                            |          |  |
| 16.                                                                           | «Wind of Change» (videoclip)     | Meine                                      |          |  |

## Posicionamiento en listas semanales
| País/Continente | Lista (1990-1991)       | Posición |
| --------------- | ----------------------- | -------- |
| Alemania        | Media Control Charts    | 1        |
| Argentina       | CAPIF                   | 6        |
| Australia       | ARIA Charts             | 49       |
| Austria         | Ö3 Austria Top 40       | 1        |
| Canadá          | RPM Top 100 Albums      | 20       |
| Dinamarca       | VG                      | 2        |
| Estados Unidos  | Billboard 200           | 21       |
| Estados Unidos  | Cashbox Top 200 Albums  | 17       |
| Europa          | European Top 100 Albums | 3        |
| Finlandia       | Suomen virallinen lista | 4        |
| Francia         | French Albums Chart     | 2        |
| Grecia          | Pop + Rock              | 1        |
| Hungría         | Top 40 Album            | 5        |
| Islandia        | NIPI Top 10 Musik       | 3        |
| Italia          | Top 100 Artisti         | 6        |
| Japón           | Japan Albums Chart      | 39       |
| Noruega         | VG-lista                | 4        |
| Países Bajos    | Dutch Top 100 Albums    | 6        |
| Portugal        | AFP Charts              | 1        |
| Reino Unido     | UK Albums Chart         | 27       |
| Suecia          | Sverigetopplistan       | 6        |
| Suiza           | Schweizer Hitparade     | 3        |

| País            | Lista (1990)            | Posición |
| --------------- | ----------------------- | -------- |
| Francia         | French Albums Chart     | 7        |
| País/Continente | Lista (1991)            | Posición |
| Alemania        | Media Control Charts    | 1        |
| Austria         | Ö3 Austria Top 40       | 6        |
| Canadá          | RPM Top 100 Albums      | 88       |
| Estados Unidos  | Billboard 200           | 17       |
| Europa          | European Hot 100 Albums | 6        |
| Italia          | Top 100 Artisti         | 50       |
| Noruega         | VG-lista                | 17       |
| Países Bajos    | Dutch Top 100 Albums    | 16       |
| Suiza           | Schweizer Hitparade     | 1        |
| País            | Lista (1992)            | Posición |
| Alemania        | Media Control Charts    | 50       |

## Certificaciones
| País/Región              | Organismo certificador | Certificación     | Ventas certificadas | Ref.            |
| ------------------------ | ---------------------- | ----------------- | ------------------- | --------------- |
| Alemania                 | BVMI                   | 2x Doble platino  | 1 000               | [ 81 ]          |
| Austria                  | IFPI - Austria         | Platino           | 50 000              | [ 132 ]         |
| Bélgica                  | IFPI - Bélgica         | Oro               | 25 000              | [ 89 ]          |
| Canadá                   | CRIA                   | 2x Doble platino  | 200 000             | [ 112 ]         |
| Dinamarca                | IFPI Dinamarca         | Platino           | 80 000              | [ 89 ]          |
| España                   | PROMUSICAE             | Oro               | 50 000              | [ 89 ]          |
| Estados Unidos           | RIAA                   | 2x Doble platino  | 2 000               | [ 110 ]         |
| Finlandia                | Musiikkituottajat      | Oro               | 25 000              | [ 95 ]          |
| Francia                  | SNEP                   | Platino           | 300 000             | [ 89 ]          |
| Grecia                   | IFPI Grecia            | Oro               | 50 000              | [ 89 ]          |
| Italia                   | FIMI                   | Oro               | 100 000             | [ 133 ]         |
| México                   | AMPROFON               | Oro               | 100 000             | [ 114 ]         |
| Noruega                  | IFPI - Noruega         | Oro               | 25 000              | [ 89 ]          |
| Países Bajos             | NVPI                   | Oro               | 50 000              | [ 89 ]          |
| Reino Unido              | BPI                    | Plata             | 60 000              | [ 103 ]         |
| Suecia                   | GLF                    | Oro               | 50 000              | [ 89 ]          |
| Suiza                    | IFPI - Suiza           | 3x Triple platino | 150 000             | [ 93 ]          |
| Certificaciones globales |                        |                   |                     |                 |
| Europa                   | World Wide Awards      | Platino           | 1 000               | [ 134 ] [ 135 ] |
| Sumario                  |                        |                   |                     |                 |
| Mundo                    | —                      | —                 | 7 000               | [ n. 4 ]        |

## Créditos
| - Klaus Meine: voz - Rudolf Schenker: guitarra rítmica y guitarra líder y coros - Matthias Jabs: guitarra líder, rítmica y talk box - Francis Buchholz: bajo y coros - Herman Rarebell: batería y coros Músicos invitados - Koen van Baal: teclados en «Wind of Change» - Jim Vallance: teclados en «Send Me an Angel» - Claudia Fhroling, Tony Ioannuoa, Cliff Roles, Jim Lewis y Dreis van der Schuyt: coros adicionales | - Keith Olsen y Scorpions: producción - Keith Olsen y Erwin Musper: ingeniería de sonido - Keith Olsen, Erwin Musper y Shay Baby: mezcla - Shay Baby y Tom Fletcher: asistencia de ingeniería en Goodnight LA Studios - Attie Bauw y Albert Boekholt: asistencia de ingeniería en Wisseloord Studios - Aubrey Powell de Hipgnosis y Hollywood & London: diseño y dirección de arte - Wanelle Hitch y Richard Evans: fotografía - Ross Halfin: fotografía de la banda |

Fuente: Folleto de notas de Crazy World (edición estadounidense) y página web oficial de Scorpions